# Teahna Daniels
Teahna Daniels (Orlando, 25 maart 1997) is een atleet uit de Verenigde Staten van Amerika.
Op de Wereldkampioenschappen atletiek 2019 werd Daniels 7e op het onderdeel 100 meter sprint, op de 4x100 meter estafette behaalde ze de bronzen medaille.
- World Athletics: 14443924